# 張特
張 特（ちょう とく、生没年不詳）は、中国三国時代の魏の武将。字は子産。幽州涿郡の人。

## 事績
初めは牙門将軍の官にあったが、上司の諸葛誕からは無能と思われ、都に帰還させられるところだった。しかし嘉平4年（252年）、東興の戦いで呉に敗戦を喫した諸葛誕は、毌丘倹と任地を交代することとなる。張特は毌丘倹により留められ、また合肥新城の守備を任された。
嘉平5年（253年）、呉の諸葛恪に合肥新城を包囲され、陥落寸前にまで追い詰められる。そこで張特は呉軍にこう告げた。
「今、私はもう戦うつもりはありません。しかし魏の法では、城を攻撃されて百日が過ぎても救援がなければ、降伏しても家族が連坐しないことになっています。我々が攻撃を受けてから既に九十日余り。この城には元々四千余人がいましたが、過半数が戦死者となりました。しかし城が陥落してもまだ降伏を望まぬ者が半数はいます。私は城に戻って彼らと語らった上、（城中の者の）善悪を別けて箇条書きにした名簿を明朝にお渡しします。しばらくの間、私の印綬を信義の証として（預けますので）持っていて下さい」
呉軍は張特の言葉を信じて攻撃を中止し、印綬も受け取らなかった。ところが張特はその隙に城壁を補強し、翌日には呉軍に対し「私にはただ戦闘による死があるだけだ！」と告げた。呉軍は激怒して攻撃を再開したが、ついに陥落させることはできず、撤退した。
張特はこの功績によって雑号将軍に昇進し、列侯に封じられ、また安豊太守に移った。

### 三国志演義
羅貫中の小説『三国志演義』では第108回で登場。正史『三国志』の記述に沿った形で、諸葛恪から合肥新城を守り抜く。